# جيمس فلينت (روائي)
جيمس فلينت (بالإنجليزية: James Flint)‏ (1968، ستراتفورد في المملكة المتحدة)؛ صحفي وروائي بريطاني.